# WTA 250 토너먼트
WTA 250 토너먼트(WTA 250 tournaments)는 2021년 일정 개편 이후 시행된 여자 테니스 협회 투어 테니스 토너먼트의 한 종목이다. 이전에는 이 종목들이 WTA 국제 토너먼트로 분류됐다.
2021년 도입 당시 WTA 250 토너먼트의 상금은 약 $250,000였다. 2024년 현재 이 금액은 약 $267,082로 증가했다.
이러한 토너먼트의 우승자에게 수여되는 순위 포인트는 250점이다. 이는 그랜드 슬램 (테니스) 토너먼트("메이저") 우승 시 2,000포인트, WTA 파이널 우승 시 최대 1,500포인트, WTA 1000 토너먼트 우승 시 1,000포인트와 비교된다. WTA 500 토너먼트에서 우승하면 500이다.